# Mokhtar Ghyaza
Mohamed Mokhtar Ghyaza (in arabo محمد مختار غيازة‎?; Sfax, 15 novembre 1986) è un cestista tunisino.

## Carriera
Con la Tunisia ha disputato i Giochi olimpici di Londra 2012, due edizioni dei Campionati mondiali (2010, 2019) e sei dei Campionati africani (2009, 2011, 2013, 2015, 2017, 2021).